# Jacques Plante
Joseph Jacques Plante (17. ledna 1929, Notre-Dame-du-Mont-Karmel, Kanada – 27. února 1986, Ženeva, Švýcarsko) byl kanadský profesionální hokejový brankář. Během své kariéry, trvající od roku 1947 do roku 1975 byl považován za jednoho z největších hokejových inovátorů. V letech 1953 až 1963 hrál Plante za Montreal Canadiens, během tohoto období vyhrál Stanleyův pohár šestkrát, včetně pěti po sobě jdoucích vítězství.
Plante odešel z aktivního hokeje v roce 1965, ale byl přemluven k návratu do National Hockey League. Po návratu do NHL v roce 1968 hrál Plante za tým St. Louis Blues. Později v roce 1970 byl vyměněn do týmu Toronto Maple Leafs, roku 1973 byl opět vyměněn, tentokrát do týmu Boston Bruins. Svoji poslední (1973–1974) sezónu odehrál za Edmonton Oilers, poté doopravdy ukončil svoji aktivní hokejovou kariéru.
Plante byl úplně první brankář který nosil hokejovou masku. Svoji masku si vyrobil sám, později vyvíjel více verzí a kombinoval je. Plante byl také první brankář který pravidelně hrál s pukem a podporoval obránce ve hře, často svým spoluhráčům radil zpoza brankoviště. Plante byl v roce 1978 uveden do hokejové síně slávy. U příležitosti 100. výročí NHL byl v lednu 2017 vybrán jako jeden ze sta nejlepších hráčů historie ligy.

## Brzký život
Plante se narodil na farmě nedaleko Notre-Dame-du-Mont-Karmel u města Québec v Kanadě jako první z 11 děti. Jeho rodina byla časem nucena se přestěhovat do Shawinigan Falls, kde jeho otec pracoval jako továrník v místní továrně. V roce 1932 začal Plante hrát hokej s tenisovým míčkem. Když mu bylo pět, spadl ze žebříku a zlomil si ruku. Zlomenina se nikdy nepodařila doléčit. To hodně ovlivnilo jeho styl chytání. Plante trpěl v dětství astmatem, to mu zabránilo v delším pobytu na bruslích a proto se přiklonil ke hře na brankářském postu.
Plante vstoupil do organizovaného hokeje ve 12 letech. Dostal se do školního týmu, ale vlastně hrál jen proto, že nebyl dostupný žádný jiný brankář.
V roce 1947 dokončil střední školu. Po dokončení studia vzal práci jako úředník v továrně Shawinigan. O několik týdnů později mu nabídl tým Quebec Citadelles $ 85 za týden aby hrál pro ně, to byl začátek jeho profesionální kariéry.
Jeho přezdívka byla Snake (had).

## Kariéra

### Menší ligy
Plante se připojil ke Quebec Citadelles v roce 1947. Od začátku sezóny chytal svým stylem, který byl účinný a navíc uchvátil fanoušky. Právě díky němu ještě téhož roku prorazily Citadelles do finále Montreal Junior Canadiens ligy. Po sezóně byl Plante vyhlášen nejužitečnějším hráčem svého týmu.
Generální manažer Frank J. Selke si nadaného brankáře všiml a 17. srpna mu nabídl smlouvu s organizací Canadiens. Plante samozřejmě přijal. Vydělal si 4500 dolarů za sezónu a 500 dolarů za cvičení s Canadiens.
V roce 1949 se oženil s Jacqueline Gagne, měli dva syny, Michela a Richarda.

### Montreal Canadiens

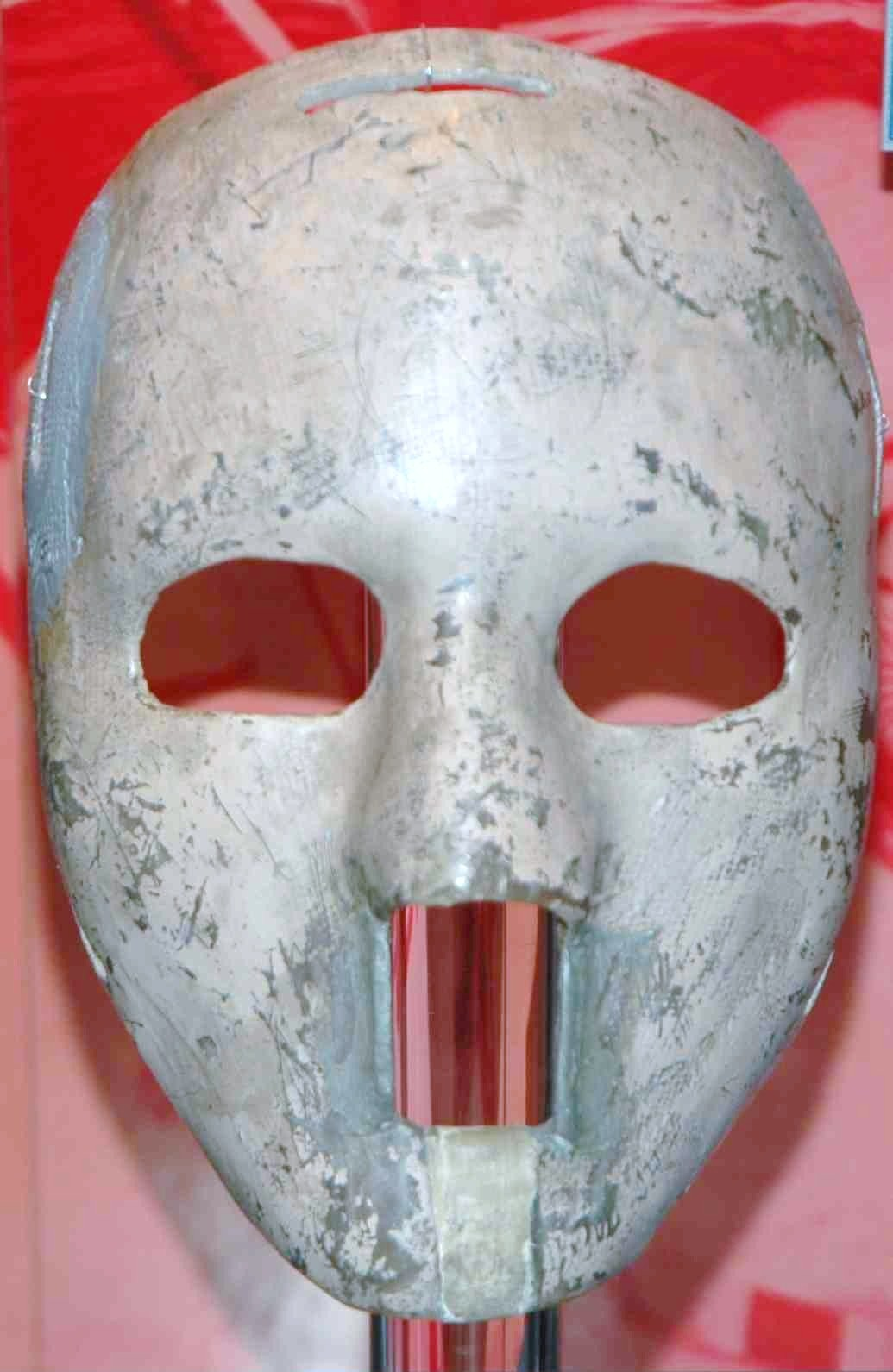
Původní limitovaná maska Jacquese Planta

V lednu 1953 byl Plante povolán hrál za Montreal Canadiens, protože Gerry McNeil, tehdejší brankář, odešel kvůli zlomené čelisti.
Později v průběhu sezóny 1952–1953 hrál Plante v play-off proti Chicago Black Hawks. Vyhrál svoje první playoff, Montreal získal tuto sérii a nakonec i Stanley Cup. Planteho jméno bylo tedy vyryto na poháru poprvé. Na začátku roku 1953 se vrátil Gerry McNeil, ale byl předělen do Buffala. Na jaře roku 1954 se Plante podrobil operaci levé ruky. Operace byla úspěšná.
Plante hrál v Montrealu až do roku 1963 během tohoto období vyhrál Stanley Cup ještě pětkrát.

## Opravdový odchod z hokeje
Plante odešel poprvé z profesionálního hokeje v roce 1965 a podruhé se k hokeji vrátil v roce 1968. Doopravdy z hokeje odešel během sezóny 1974–75. Během let 1968 a 1975 vystřídal kluby: New York Rangers, St. Louis Blues, Toronto Maple Leafs, Boston Bruins, Edmonton Oilers a kluby z nižších lig. Plante odešel kvůli smrti svého mladšího syna a zdravotním problémům.

## Odchod do důchodu a smrt
Plante po ukončení aktivní hokejové kariéry trénoval brankáře a konzultanty v několika týmů NHL, včetně týmů Oakland Seals, Philadelphia Flyers, Montreal Canadiens a St. Louis Blues. Poté, co přestal trénovat, odstěhoval se Plante do Švýcarska se svou druhou manželkou Raymonde Udrisardovou. Roku 1978 byl Jacques Plante slavnostně uveden do hokejové síně slávy. Na podzim roku 1985 mu byla diagnostikována rakovina žaludku, na kterou v Ženevě v nemocnici 27. února 1986 zemřel.
Po jeho smrti byla založena Jacques Plante Memorial Trophy v Americe a Jacques Plante Trophy ve Švýcarsku, také hlavní hokejová aréna ve Shawiniganu (městě kde vyrůstal) byla pojmenována po něm – Aréna Jacques Plante. Plante se hlavně zasloužil o rozvoj hokejové masky, kterou vlastně vymyslel.

## Úspěchy a Ceny
| Cena                                   | rok  |
| -------------------------------------- | ---- |
| Vezina Trophy                          | 1956 |
| Byl vybrán do NHL All-Star Teamu       | 1956 |
| Hrál v NHL All-Star Game               | 1956 |
| Vezina Trophy                          | 1957 |
| Vybrán do NHL Druhého All-Star Týmu    | 1957 |
| Hrál v NHL All-Star Game               | 1957 |
| Vezina Trophy                          | 1958 |
| Vybrán do NHL All-Star Druhého týmu    | 1958 |
| Hrál v NHL All-Star Game               | 1958 |
| Vezina Trophy                          | 1959 |
| Vybrán do NHL All-Star Prvního týmu    | 1959 |
| Hrál v NHL All-Star Game               | 1959 |
| Vezina Trophy                          | 1960 |
| Vybrán do NHL All-Star druhého týmu    | 1960 |
| Hrál v NHL All-Star Game               | 1960 |
| Hart Memorial Trophy                   | 1962 |
| Vezina Trophy                          | 1962 |
| Vybrán do NHL All-Star Prvního tým     | 1962 |
| Hrál v NHL All-Star Game               | 1962 |
| Vezina Trophy                          | 1969 |
| Hrál v NHL All-Star Game               | 1969 |
| Hrál v NHL All-Star Game               | 1970 |
| Vybrán do NHL All-Star Prvního tým     | 1971 |
| Zvolen do Hokejové síně slávy          | 1978 |
| Zvolen do Kanadské hokejové síně slávy | 1981 |
| 6x Stanley Cup                         |      |

## Statistiky

### Základní části
| Sezona        | Tým                 | Liga          | Z   | V   | P   | R   | MIN   | GO   | ČK | Ø    | %    |
| ------------- | ------------------- | ------------- | --- | --- | --- | --- | ----- | ---- | -- | ---- | ---- |
| 1947–48       | Montreal Royals     | QSHL          | 2   | 0   | 0   | 2   | 120   | 5    | 0  | 2.50 | —    |
| 1947–48       | Quebec Citadelles   | QSHL          | 31  | 18  | 11  | 1   | 1840  | 87   | 2  | 2.84 | —    |
| 1948–49       | Quebec Citadelles   | QSHL          | 64  | 42  | 12  | 10  | 3840  | 119  | 7  | 1.86 | —    |
| 1949–50       | Montreal Royals     | QSHL          | 58  | 27  | 22  | 9   | 3480  | 180  | 0  | 3.10 | —    |
| 1950–51       | Montreal Royals     | QSHL          | 60  | 28  | 29  | 3   | 3670  | 201  | 4  | 3.29 | —    |
| 1951–52       | Montreal Royals     | QSHL          | 60  | 30  | 24  | 6   | 3560  | 201  | 4  | 3.39 | —    |
| 1952–53       | Montreal Royals     | QSHL          | 29  | 20  | 8   | 1   | 1760  | 61   | 4  | 2.08 | —    |
| 1952–53       | Montreal Canadiens  | NHL           | 3   | 2   | 0   | 1   | 180   | 4    | 0  | 1.33 | —    |
| 1952–53       | Buffalo Bisons      | AHL           | 33  | 13  | 19  | 1   | 2000  | 114  | 2  | 3.42 | —    |
| 1953–54       | Buffalo Bisons      | AHL           | 55  | 32  | 17  | 6   | 3370  | 148  | 3  | 2.64 | —    |
| 1953–54       | Montreal Canadiens  | NHL           | 17  | 7   | 5   | 5   | 1020  | 27   | 5  | 1.59 | —    |
| 1954–55       | Montreal Canadiens  | NHL           | 52  | 33  | 12  | 7   | 3079  | 109  | 5  | 2.12 | —    |
| 1955–56       | Montreal Canadiens  | NHL           | 64  | 42  | 12  | 10  | 3840  | 119  | 7  | 1.86 | .930 |
| 1956–57       | Montreal Canadiens  | NHL           | 61  | 31  | 18  | 12  | 3658  | 122  | 9  | 2.00 | .920 |
| 1957–58       | Montreal Canadiens  | NHL           | 57  | 34  | 14  | 8   | 3386  | 119  | 9  | 2.11 | .924 |
| 1958–59       | Montreal Canadiens  | NHL           | 67  | 38  | 16  | 13  | 4000  | 144  | 9  | 2.16 | .925 |
| 1959–60       | Montreal Canadiens  | NHL           | 69  | 40  | 17  | 12  | 4140  | 175  | 3  | 2.54 | .915 |
| 1960–61       | Montreal Royals     | EPHL          | 8   | 3   | 4   | 1   | 480   | 24   | 0  | 3.00 | —    |
| 1960–61       | Montreal Canadiens  | NHL           | 40  | 23  | 11  | 6   | 2400  | 112  | 2  | 2.80 | .904 |
| 1961–62       | Montreal Canadiens  | NHL           | 70  | 42  | 14  | 14  | 4200  | 166  | 4  | 2.37 | .923 |
| 1962–63       | Montreal Canadiens  | NHL           | 56  | 22  | 14  | 19  | 3320  | 138  | 5  | 2.49 | .912 |
| 1963–64       | New York Rangers    | NHL           | 65  | 22  | 36  | 7   | 3898  | 220  | 3  | 3.39 | .910 |
| 1964–65       | New York Rangers    | NHL           | 33  | 10  | 17  | 5   | 1938  | 109  | 2  | 3.37 | .902 |
| 1964–65       | Baltimore Clippers  | AHL           | 17  | 6   | 9   | 1   | 1018  | 51   | 1  | 3.01 | —    |
| 1968–69       | St. Louis Blues     | NHL           | 37  | 18  | 12  | 6   | 2138  | 70   | 5  | 1.96 | .940 |
| 1969–70       | St. Louis Blues     | NHL           | 32  | 18  | 9   | 5   | 1838  | 67   | 5  | 2.19 | .918 |
| 1970–71       | Toronto Maple Leafs | NHL           | 40  | 24  | 11  | 4   | 2323  | 73   | 4  | 1.89 | .944 |
| 1971–72       | Toronto Maple Leafs | NHL           | 34  | 16  | 13  | 5   | 1962  | 86   | 2  | 2.63 | .917 |
| 1972–73       | Toronto Maple Leafs | NHL           | 32  | 8   | 14  | 6   | 1713  | 87   | 1  | 3.05 | .907 |
| 1972–73       | Boston Bruins       | NHL           | 8   | 7   | 1   | 0   | 480   | 16   | 2  | 2.00 | .927 |
| 1974–75       | Edmonton Oilers     | WHA           | 31  | 15  | 14  | 1   | 1592  | 88   | 1  | 3.32 | .890 |
| Celkem ve WHA | Celkem ve WHA       | Celkem ve WHA | 31  | 15  | 14  | 1   | 1592  | 88   | 1  | 3.32 | .890 |
| Celkem v NHL  | Celkem v NHL        | Celkem v NHL  | 837 | 437 | 246 | 145 | 49514 | 1960 | 82 | 2.38 | —    |

### Playoff
| Sezona       | Tým                 | Liga         | Z   | V  | P  | MIN  | OG  | ČK | Ø    | %    |
| ------------ | ------------------- | ------------ | --- | -- | -- | ---- | --- | -- | ---- | ---- |
| 1947–48      | Quebec Citadelles   | QSHL         | 9   | 4  | 5  | 545  | 28  | 2  | 3.08 | —    |
| 1948–49      | Quebec Citadelles   | QSHL         | 13  | 7  | 6  | 790  | 43  | 0  | 3.27 | —    |
| 1949–50      | Montreal Royals     | QSHL         | 6   | 2  | 4  | 360  | 20  | 0  | 3.00 | —    |
| 1950–51      | Montreal Royals     | QSHL         | 7   | 2  | 5  | 420  | 26  | 1  | 3.71 | —    |
| 1951–52      | Montreal Royals     | QSHL         | 7   | 3  | 4  | 420  | 21  | 1  | 3.00 | —    |
| 1952–53      | Montreal Canadiens  | NHL          | 4   | 3  | 1  | 240  | 7   | 1  | 1.75 | —    |
| 1953–54      | Montreal Canadiens  | NHL          | 8   | 5  | 3  | 480  | 15  | 2  | 1.88 | —    |
| 1954–55      | Montreal Canadiens  | NHL          | 12  | 6  | 3  | 640  | 29  | 0  | 2.72 | .914 |
| 1955–56      | Montreal Canadiens  | NHL          | 10  | 8  | 2  | 600  | 18  | 2  | 1.80 | .923 |
| 1956–57      | Montreal Canadiens  | NHL          | 10  | 8  | 2  | 614  | 17  | 1  | 1.66 | 936  |
| 1957–58      | Montreal Canadiens  | NHL          | 10  | 8  | 2  | 618  | 20  | 1  | 1.94 | .936 |
| 1958–59      | Montreal Canadiens  | NHL          | 11  | 8  | 3  | 669  | 26  | 0  | 2.33 | .908 |
| 1959–60      | Montreal Canadiens  | NHL          | 8   | 8  | 0  | 489  | 11  | 3  | 1.35 | .950 |
| 1960–61      | Montreal Canadiens  | NHL          | 6   | 2  | 4  | 412  | 16  | 0  | 2.33 | .910 |
| 1961–62      | Montreal Canadiens  | NHL          | 6   | 2  | 4  | 360  | 19  | 0  | 3.17 | .904 |
| 1962–63      | Montreal Canadiens  | NHL          | 5   | 1  | 4  | 300  | 14  | 0  | 2.80 | .899 |
| 1964–65      | Baltimore Clippers  | AHL          | 5   | 2  | 3  | 315  | 14  | 1  | 2.67 | —    |
| 1968–69      | St. Louis Blues     | NHL          | 10  | 8  | 2  | 589  | 14  | 3  | 1.43 | .950 |
| 1969–70      | St. Louis Blues     | NHL          | 6   | 4  | 1  | 323  | 8   | 1  | 1.49 | .936 |
| 1970–71      | Toronto Maple Leafs | NHL          | 3   | 0  | 2  | 133  | 7   | 0  | 3.16 | .901 |
| 1971–72      | Toronto Maple Leafs | NHL          | 1   | 0  | 1  | 60   | 5   | 0  | 5.00 | .828 |
| 1972–73      | Boston Bruins       | NHL          | 2   | 0  | 2  | 120  | 10  | 0  | 5.00 | .841 |
| Celkem v NHL | Celkem v NHL        | Celkem v NHL | 112 | 71 | 36 | 6646 | 235 | 14 | 2.12 | —    |